# Aviatik (Berg) D.I
L'Aviatik (Berg) D I, également appelé Chasseur Berg (ou Scout Berg en anglais), était un monoplace de chasse de la Première Guerre mondiale. Il a été le premier chasseur austro-hongrois construit en série et le plus utilisé par les troupes d'aviation de cette puissance impériale.

## Quatre prototypes
- Aviatik (Berg) 30.14 : Le 14e prototype construit par Ö-UF Aviatik était un chasseur monoplace biplan à ailes inégales non décalées construit en bois, le fuselage étant recouvert de contreplaqué et la voilure entoilée. Équipé d’un moteur 6 cylindres en ligne Austro-Daimler de 185 ch et armé d’une mitrailleuse synchronisée Schwarzlose de 8 mm, le prototype s’écrasa lors de son premier vol à Aspern, le 16 octobre 1916[1] (Green), tuant le pilote, Ferdinand Konschel.
- Aviatik (Berg) 30.19 : Nullement découragé par l'accident de son prototype, Julius von Berg fit construire un second prototype dont l'entreplan était réduit, les ailes décalées, l’empennage agrandi. Le nouveau prototype vola le 24 janvier 1917.
- Aviatik (Berg) 30.20 : Troisième prototype, pratiquement identique au précédent.
- Aviatik (Berg) 30.21 : Dernier prototype, construit courant 1917 et constituant la tête de série.

## L'Aviatik (Berg) D I
Construit en bois comme ses prédécesseurs, seule la voilure étant entoilée, cet appareil offrait au pilote une excellente visibilité en raison du positionnement du pilote, dont l’habitacle se trouvait au niveau du bord de fuite du plan supérieur, et de l’utilisation d’un profil d’aile de faible épaisseur. Malgré une production élevée (700 exemplaires construits), c’était un avion délicat : La cellule était fragile en raison même de la faible épaisseur de la voilure ; ce chasseur supportait donc mal les manœuvres violentes, et un certain nombre d’avions se brisèrent tout simplement en vol. Le moteur avait tendance à surchauffer en vol ; le problème ne fut jamais résolu et pour y remédier les mécaniciens du front déposaient souvent le panneau supérieur du capot moteur, certains pilotes volant même sans les panneaux latéraux. Enfin l’armement laissait à désirer : Les premiers exemplaires reçurent une simple mitrailleuse Schwarzlose de 7,9 mm au plan supérieur. Rapidement on la remplaça par deux mitrailleuses synchronisées montées le long des cylindres du moteur, situées trop en avant pour que le pilote puisse atteindre la culasse et la débloquer un cas d’enrayage. On comprend donc que si les performances du D.I étaient bonnes les pilotes préféraient voler sur les Albatros construits en Autriche ou sur des Brandenburg D.I.

### Production
- Serie 38 : Moteur 6 cylindres en ligne Austro-Daimler de 185 ch ; 72 construits par Aviatik (38.01/72), 9 par Thone und Fiala (201.01/09), 10 par WKF (84.01/10) et 10 par Lloyd (48.01/10).
- Serie 138 : Moteur Austro-Daimler de 160 ch ; 88 construits par Aviatik (138.01/88), 89 par Lohner (115.01/89), 51 commandés à Thone und Fiala (101.01/51) mais 21 seulement livrés, 172 commandés à MAG (92.01/172) mais 121 livrés, 24 commandés à WKF (184.01/24) mais un seul livré.
- Serie 238 : Moteur Austro-Daimler de 200 ch ; 120 construits par Aviatik (238.01/120), 24 par WFK (284.01/24), 20 par Lloyd (248.01/20).
- Serie 338 : Moteur Austro-Daimler de 225 ch ; 108 commandés à Aviatik (338.01/108) mais 58 seulement livrés, 76 commandés à Lohner (315.01/76) mais 22 seulement livrés, 40 commandés à WFK (384.01/40) mais 10 seulement livrés, 70 commandés à Lloyd (348.01/70) mais probablement 1 seul livré.

### En service
Le D.I fut mis en service par les K.u.K.Luftfahrttruppen à l’automne 1917, remplaçant le Brandenburg D.I. Ces appareils restèrent en service jusqu'à la fin de la Première Guerre mondiale.
Durant l’entre-deux-guerres un certain nombre de Berg D.I, remotorisés avec des moteurs de 300 ch, terminèrent leur carrière dans divers aéroclubs.

## Un dérivé triplan
- Aviatik (Berg) 30.24 : Comme beaucoup d’appareils de cette époque, un fuselage de biplan D.I à moteur Austro-Daimler de 200 ch fut équipé d’une cellule triplan à titre expérimental et effectua des essais comparatifs en mai 1917. Les performances de ce prototypes se révélèrent inférieures à celles du biplan et l’expérience fut abandonnée.

## Sources
1. ↑  William Green et Gordon Swanborough 1997, p. 41
2. ↑  Kenneth Munson 1977, p. 33.